# Evropský literární klub
Evropský literární klub – ELK (nakladatelství a kulturní spolek) bylo nakladatelství, knižní dodavatel a kulturní spolek, první knižní klub na území dnešní České republiky. ELK založili v Praze v roce 1935 nakladatelé Bohumil Janda s bratrem Ladislavem Jandou, literární kritik a historik Václav Tille a spisovatel Emil Vachek. Klub byl zlikvidován komunisty v roce 1949. 

## Organizace klubu
Klub byl novinkou československého nakladatelského světa, protože vytvářel vzájemnou vazbu mezi čtenářem, nakladatelem a autory či překladateli na pravidelných osobních setkáních a společenských akcích. Páteří klubu byli členové – odběratelé knih. Platili měsíční poplatek, který činil za jednu knihu polovinu ceny. Čtenářské zájmy hájila čtenářská rada složená z důvěrníků těch místních klubových skupin, které čítaly alespoň 30 členů.
Sídlo klubu bylo v Přemyslově ulici č. 16 v Praze na Smíchově, reprezentativní prostory měl klub v Paláci Lucerna a galerii ve Vodičkově ul. (dřívější Pošova galerie). Po roce 1945 bylo středisko ELK zřízeno také v Brně.
Předsedy klubu byli např. Bohumil Janda, Václav Tille, Josef Bohuslav Foerster, Albert Pražák, místopředsedy Emil Vachek nebo Ladislav Janda. Mezi zakladatele patřili Max Švabinský, Václav M. Havel (otec prezidenta Václava Havla), Josef Horák, Josef Kopta, Albert Pražák, František Langer, Jan Jesenský, Antonín Matějček, Karel Josef Beneš, František Halas, Jaroslav Jan Paulík, Jiří Weil aj. Ředitelem akciové společnosti odpovědným za provoz byl Ladislav Janda. Jednatelem akciové společnosti byl František Kovárna. 
Největší členskou základnu měl klub po roce 1945, téměř sto tisíc členů.

## Spolupracovníci
Kolem ELK se sdružovaly významné osobnosti, např. Vítězslav Nezval, Josef Knap, Jaroslav Seifert, Josef Kopta, Emil Vachek, Rudolf Medek, Viktor Dyk, Bohumil Mathesius, Zdeněk Vančura, Vojtěch Jirát, Hugo Siebenschein, Milada Krausová-Lesná, Jiří Pober, Miroslav Novotný, Vladimír Kratochvíl, Vilém Mathesius, Toyen (Marie Čermínová), Jindřich Štírský, Ada Hoffmeister, Josef Bohuslav Foerster, Václav Tille, Josef Čapek, Max Švabinský, Max Brod, Gustav Meyrink, Franz Werfel, Václav M. Havel (otec prezidenta Václava Havla), Josef Horák, František Kovárna, Albert Pražák, František Langer, Jan Jesenský, Antonín Matějček, Vladimír Neff, Karel Josef Beneš, František Halas, Jaroslav Jan Paulík, Jiří Weil, Jindřich Štyrský, Oldřich Menhart, František Muzika a další. Podíleli se na pořádání kulturních akcí v rámci ELK. Někteří z nich patřili k bezmála devíti stům autorům, redaktorům, poradců nebo výtvarníků nakladatelství ELK a Sfinx.

## Nakladatelská činnost
ELK bylo první nakladatelství spolkového principu. Nebylo družstvem jako například nakladatelství Družstevní práce. Díky odstranění knihkupeckého článku se knihy dostávaly ke čtenáři přímo, a tím Bohumil Janda docílil zlevnění pro členy klubu. Motivací byla malá koupěschopnost obyvatel daná hospodářskou krizí. 
Mezi lety 1934 a 1949 vydalo nakladatelství ELK více než 321 knižních titulů od 280 autorů, z toho 120 autorů domácích a 160 autorů zahraničních.
První kniha pod značkou ELK byla Rozchod! od Karla Konráda v roce 1934. Činnost klubu začala 1. ledna 1935 (první členové), 6. července 1935 byly schváleny stanovy klubu a 20. prosince 1940 byla založena akciová společnost ELK a klub se tak stal samostatným nakladatelstvím. 
Nakladatelství vydávalo díla velikánů, jakými byli např. Karel Havlíček Borovský, Božena Němcová, Jan Neruda, Jaroslav Vrchlický, Jakub Arbes, Vítězslav Nezval, Jaroslav Seifert, Josef Kopta, Emil Vachek, Rudolf Medek, Viktor Dyk, Bohumil Mathesius, Zdeněk Vančura, Josef Kajetán Tyl, Toyen (Marie Čermínová), Václav Tille, Max Brod, Gustav Meyrink, Franz Werfel, Jan Jesenský, František Halas, Antoine de Saint-Exupéry.
Byla zastoupena překladová literatura, hlavně anglosaská, německá, francouzská, ruská, maďarská, italská, dánská, norská, švédská, finská, švýcarská, holandská, bulharská, jihoslovanská, řecký, polská, mexická, perská, indická, japonská a čínská.
Edice: Svět, Ráj knihomolů, Národní klenotnice, Život, Slavín.
O grafickou stránku nakladatelství se staral Jaroslav Benda, Jindřich Štyrský, František Muzika či Oldřich Menhart. 
Název ELK vznikl z edice nakladatelství Sfinx, Evropská knihovna.

## Periodika
- ELK: měsíčník Evropského literárního klubu. Praha: Evropský literární klub, 1935–1941. [měsíčník kulturního čtenáře]
- Literární noviny: čtrnáctideník kulturního člověka. Praha: Evropský literární klub v Praze 1936–1949.
- Růst: měsíčník pro životní kulturu. Praha, 1947–1949.

## Ostatní činnosti
ELK byl koncipován jako kulturní spolek, který nabízel svým členům mnohá kulturní vyžití. Reprezentativní prostory klubu byly v Paláci Lucerna (za přispění Václava M. Havla). Tam se pořádaly přednášky, výstavy, besedy, schůzky, filmová, hudební a divadelní představení. Po roce 1945 bylo středisko ELK zřízeno také v Brně. Klub poskytoval členům výtvarnou službu (od 1942), která opatřovala členům výtvarná díla a předměty užitého umění, dále pak vstupenky na kulturní akce mimo klub. Součástí klubu byly divadelní, filmové a gramofonové služby.

### Galerie Evropského literárního klubu
Klub měl vlastní galerii v Domě u Řečických ve Vodičkově ul. 10, v místě dřívější soukromé Pošovy galerie. Do roku 1949, kdy byla činnost Evropského literárního klubu komunistickým režimem ukončena, proběhlo v galerii ELK celkem 19 výstav. Po sloučení nakladatelství ELK s dalšími pod hlavičkou Československý spisovatel, sídlila na stejném místě do roku 1950 Galerie Československý spisovatel. 

#### Výstavy v Galerii ELK (výběr)
- 1947 Z nové tvorby (Obrazy a sochy od května 1945) – 1. výstava výtvarného oddělení ELKu
- 1947 Česká krajina (Od Antonína Slavíčka k Václavu Špálovi)[3]
- 1948 Ikona (4. výstava, katalog 20 s.)
- 1948 Kresby a akvarely (6. výstava, katalog 16 s.)
- 1948 Weekend – Ukázky účelného zařízení a doplňků weekendových chat (8. výstava, katalog)
- 1948 Otakar Kubín[4][5]
- 1948 Josef Lada: Kresby a ilustrace[6]
- 1948 Dobrý originál do malého bytu[7]
- 1949 Bohumír Dvorský: Obrazy z posledních let[8]
- 1949 Alois Moravec: Práce a příroda[9]
- 1949 Sociální dokument zmizelé Prahy (18. výstava)[10]
- 1949 Dobrý originál do malého bytu (Obrazy a sochy za přístupné ceny) – poslední 19. výstava Galerie ELKU

## Likvidace
Dne 2. března 1948 byla komunisty uvalena na ELK národní správa. Dne 3. června 1949 byla činnost ELK násilně ukončena a z nakladatelství ELK, nakladatelství Sfinx, nakladatelského družstva Máje a nakladatelství František Borový vznikl Československý spisovatel.